# Großenbusch
Großenbusch  war der Name eines Geländes zwischen den Dörfern Birlinghoven, Gielgen, Hangelar, Holzlar, Kohlkaul und Roleber. Das Gelände wurde von den umliegenden Dörfern als Weidefläche und zur Holzgewinnung genutzt. Der Name ist seit dem 17. Jahrhundert als „großen Busch“ belegt. Das Gelände wurde spätestens seit 1626 vom Damenstift Vilich verwaltet. 1804 wurde das Stift aufgelöst. Heute sind große Teile des ehemals als Großenbusch bezeichneten Geländes von den umliegenden Ortschaften eingenommen.
Auf dem Gelände befindet sich das zum Sankt Augustiner Stadtbezirk Hangelar gehörende Gut Großenbusch, wo heute ein Reiterhof, ein Golfplatz, ein Hotel und ein Restaurant betrieben werden. Das Gut Großenbusch war 1830 von Leopold Bleibtreu als landwirtschaftlicher Hof zur Versorgung seiner Bergleute gegründet worden.
Am nördlichen Rand des Geländes auf der Grenze der heutigen Sankt Augustiner Stadtteile Hangelar und Sankt Augustin-Ort wurde 1889 die „Bonner Verblendstein- und Thonwaarenfabrik“ gegründet (seit 1934 „HASTAG“, Betrieb 1972 eingestellt). Dort befand sich auch der Bahnhof Großenbusch der im Jahre 1900 eröffneten Kleinbahn Beuel–Großenbusch. Der Streckenabschnitt Hangelar–Großenbusch wurde 1965 stillgelegt.
Im Gemeindelexikon für das Königreich Preußen von 1885 wird ein zur Gemeinde Hangelar gehöriger Wohnplatz namens Großenbusch genannt, dieser hatte zwei Wohnhäuser mit 18 Einwohnern.